# Luigi Bertolini
Luigi Bertolini (ur. 13 września 1904 w Busalla, zm. 11 lutego 1977) – włoski piłkarz, pomocnik, reprezentant kraju, potem trener.
W swojej karierze zawodniczej reprezentował barwy klubów: Savona, Alessandria i Juventus F.C. W barwach zespołu z Turynu rozegrał 135 spotkań i strzelił 5 bramek.
W reprezentacji Włoch zadebiutował w 1929 i do 1935 rozegrał 26 spotkań. Wziął udział w mistrzostwach świata 1934, wygrywając z zespołem turniej.
Po zakończeniu kariery został szkoleniowcem. Trenował m.in. Juventus.